# Phrynobatrachus graueri
Espèce
Synonymes
- Arthroleptis graueri Nieden, 1911 "1910"

Statut de conservation UICN

 LC  : Préoccupation mineure
Phrynobatrachus graueri est une espèce d'amphibiens de la famille des Phrynobatrachidae.

## Répartition
Cette espèce se rencontre dans l'ouest du Kenya, dans l'est de la République démocratique du Congo, au Rwanda et en Ouganda,.

## Étymologie
Cette espèce est nommée en l'honneur de Rudolf Grauer (1870–1927).

## Publication originale
- Nieden, 1911 "1910" : Verzeichnis der bei Amani in Deutschostafrika vorkommenden Reptilien und Amphibien. Sitzungsberichte der Gesellschaft Naturforschender Freunde zu Berlin, vol. 1910, p. 441-452 (texte intégral).